# Мырзыгалиев, Гибадуллы Узакбаевич
Гибадулла Узакбаевич Мырзыгалиев (1934, Атырауская область — 2000, Алма-Ата), видный государственный деятель Казахстана, министр местной промышленности Казахской ССР.

## Биография
Родился в 1934 году в Исатайском районе Атырауской области.
С золотой медалью окончил среднюю школу и поступил в Московское высшее техническое училище имени Баумана. С отличием окончив вуз, трудовую деятельность начал инженером на Алма-Атинском заводе тяжёлого машиностроения.
В разные годы возглавлял Алма-Атинский областной и городской комитеты комсомола, работал первым секретарём Советского райкома партии Алма-Аты, секретарём горкома, министром местной промышленности Казахской ССР.
Дважды избирался депутатом Верховного Совета Казахской ССР.
Перед выходом на пенсию в 1995 году руководил государственным комитетом по материальным резервам.

## Семья
Жена — Венера Камаловна (1936-2019) — певица, Заслуженная артистка КазССР, дочь народного артиста Казахской ССР Камала Кармысова (1912—1991).

## Награды
- Два ордена Трудового Красного Знамени
- Медаль «Еңбектегі ерлігі үшін»